# Conveniência (canção)
Conveniência é uma canção da dupla sertaneja brasileira Hugo & Guilherme, do segundo álbum ao vivo No Pelo, de 2017.

## Composição
A letra, de autoria do próprio Hugo e de Diego Monteiro e Vinicius Peres, retrata um encontro inesperado entre duas pessoas que já viveram um relacionamento amoroso, o que provoca um misto de desespero e compreensão no narrador.

## Gravação
Segundo os próprios, a canção chegou a ser apresentada no dia da gravação do álbum, que é formado por regravações, mas a dupla preferiu regravar a canção por não ter gostado do resultado.

## Lançamento e recepção
O single foi lançado em 20 de outubro de 2017, após o lançamento da regravação de Deslumbrante como primeiro single do álbum. Foi o primeiro sucesso da dupla a nível nacional, chegando a estar entre as músicas mais tocadas nos streamings e nas rádios. Em 26 de fevereiro de 2018, a dupla lançou a "versão rádio", com mais instrumentações. Até o momento da gravação do próximo álbum No Pelo em Campo Grande, no qual a canção foi regravada, o videoclipe alcançou quase 13 milhões de visualizações no YouTube.

## Desempenho nas tabelas musicais
| Tabela musical                  | Melhor posição |
| ------------------------------- | -------------- |
| Crowley Charts (Top 100 Brasil) | 28             |